# Tarocco sloveno
Tarocco sloveno è la versione slovena del popolare gioco di carte dei Tarocchi dell'Europa centrale.
Ha caratteristiche comuni al Tarocco austriaco ma a causa delle differenze nei contratti e nel punteggio risulta un gioco meno barocco e molto più competitivo.
Tarocco sloveno si gioca con un mazzo di 54 carte di tarocchi austriaci. Ci sono 8 carte per ognuno dei 4 semi cuori, quadri, fiori e picche più 22 trionfi. I trionfi sono numerati con numeri romani a partire dal bagatto (I) fino al mondo (XXI) fatta eccezione per gli sci che non ha numero.
Ognuno dei quattro semi ha Re, Regina, Cavaliere e Jack mentre quelli neri hanno anche 10, 9, 8 e 7 e quelli rossi anche 1, 2, 3, 4.
La forma più popolare del gioco prevede 4 giocatori ma si può giocare anche in 5 (col morto) oppure in 3, con regole leggermente diverse.
Una sessione di gioco è composta da più di una partita, ognuna delle quali porta un punteggio che contribuisce al punteggio della sessione.

## Svolgimento della partita
Il gioco si svolge in senso antiorario.
Ogni giocatore pesca una carta dal mazzo e colui che ha pescato la carta più alta è il mazziere. Il mazziere della partita successiva è la persona alla sua destra.
La sequenza di eventi in ogni partita è la seguente: 
1. Le carte sono distribuite dal mazziere
2. I giocatori fanno le loro offerte per decidere chi sarà il dichiarante
3. Il dichiarante chiama un re, se il contratto lo richiede
4. Il dichiarante scambia alcune carte con il tallone, se il contratto lo richiede
5. C'è un giro di annunci, in cui i bonus e le Kontras possono essere annunciati
6. Le carte sono giocate a mani
7. Le carte prese da ciascuna squadra sono conteggiate per determinare il risultato
8. Il punteggio per la partita viene registrato

## Distribuzione delle carte
Il mazziere mescola, dà le carte al giocatore di fronte per il taglio, poi le divide in pacchetti di sei carte. 
Il primo pacchetto è posto a faccia in giù nel bel mezzo del tavolo, per formare il tallone. 
I restanti pacchetti di sei vengono distribuiti ai giocatori, iniziando da quello destra del mazziere in senso antiorario, fino a quando tutte le carte sono distribuite. 
È fondamentale che le carte del tallone vengano prese in gruppo dalla parte superiore del mazzo, senza mischiare o scambiare di carte.
Invece di tagliare, il giocatore di fronte al distributore è autorizzato a "bussare", o toccare il mazzo di carte. Esse devono essere successivamente trattate come segue: le prime sei carte per il tallone e le altre in quattro pacchetti di 12 carte. Ogni giocatore in rotazione in senso antiorario, a partire dal giocatore a destra del mazziere, sceglie il primo, secondo, terzo o quarto pacchetto. Se il primo giocatore sceglie il primo pacchetto, gli altri non hanno scelta ma vengono automaticamente assegnati loro il secondo, il terzo ed il quarto pacchetto di dodici carte a rotazione. Se il primo giocatore sceglie il primo pacchetto di carte egli può anche specificare se il tallone deve essere trattato all'inizio (come al solito), dopo il primo turno di carte, o alla fine.

### Mano senza trionfi
Se ad un giocatore viene distribuita una mano di carte senza trionfi, quel giocatore deve immediatamente mostrare tutte le sue carte. Tutti i giocatori devono poi gettare le loro mani, le carte vengono mescolate e tagliare di nuovo, c'è un nuovo contratto da parte dello stesso mazziere e un gioco di Klop obbligatoria è giocato.

### Errori di distribuzione
Se il mazziere distribuisce male (ciò dà il numero sbagliato di carte, le dà in ordine errato, esponendo le carte durante il contratto, ecc), 20 punti sono sottratti dal suo punteggio, e si scrive un asterisco sotto il suo nome. Se lo stesso giocatore commette un nuovo errore, perde un ulteriore 40 punti, e ottiene un altro asterisco. Se capita una terza volta perderà 80, poi 160, e così via. Il giocatore che commette errori distribuisce di nuovo.

### Il giro sci
Quando i giocatori vogliono terminare il gioco - forse a una certa ora, come 4:00, o quando un giocatore raggiunge un certo punteggio - di solito 1000 - o quando i giocatori sono semplicemente troppo assonnati o troppo ubriachi o troppo stanchi per continuare con la partita), il giro sci è giocato. Le carte vengono distribuite e una mano viene giocata come al solito, ma alla fine sarà noto il giocatore che aveva gli sci in mano. La volta successiva che è il turno di questa persona fare il mazziere, sarà l'ultima mano della partita. Per esempio, se il mazziere riceve gli sci, altre quattro mani saranno giocate dopo quella. Se gli sci sono nel tallone, dopo si giocherà un altro giro sci è giocato per stabilire chi farà il mazziere per ultimo.

## Asta
Dopo la distribuzione, l'asta ha inizio. Il giocatore alla destra del mazziere non dice nulla e aspetta che gli altri giocatori annuncino le loro offerte. Ogni giocatore a turno deve fare un'offerta chiamando un contratto o passare. Una volta aver passato un giocatore non può rientrare nell'asta. L'asta prosegue fino a che tre giocatori hanno passato consecutivamente, e l'ultimo giocatore ad avere fatto un'offerta diventa il dichiarante. 
Durante la gara c'è un ordine di priorità, a partire dal giocatore a destra del mazziere (più alto) e proseguendo in senso antiorario attorno al tavolo fino al mazziere (più basso). Per il rilancio di un contratto, se si dispone di priorità inferiore rispetto al precedente offerente è necessario offrire un contratto superiore o passare, ma se si ha una priorità maggiore rispetto l'offerta precedente è sufficiente fare un'offerta con un contratto uguale o superiore.

### Contratti
Il punteggio delle carte è il seguente:
| Nome                | Punteggio                   | Descrizione |
| ------------------- | --------------------------- | --- |
| Klop                | negativo (punti presi) o 70 | evitare di prendere punti nessun bonus disponibile solo a destra del mazziere                                          |
| Tre                 | 10 + differenza             | chiamare un re prendere 3 carte dal tallone fare più di 35 punti di carte disponibile solo a destra del mazziere       |
| Due                 | 20 + differenza             | chiamare un re prendere 2 carte dal tallone fare più di 35 punti di carte                                              |
| Una                 | 30 + differenza             | chiamare un re prendere 1 carta dal tallone fare più di 35 punti di carte                                              |
| Tre solo            | 40 + differenza             | giocare da solo prendere 3 carte dal tallone fare più di 35 punti di carte                                             |
| Due solo            | 50 + differenza             | giocare da solo prendere 2 carte dal tallone fare più di 35 punti di carte                                             |
| Una solo            | 60 + differenza             | giocare da solo prendere 1 carta dal tallone fare più di 35 punti di carte                                             |
| Mendicante          | 70                          | giocare da solo senza prendere carte dal tallone non vincere nessuna mano non ci sono bonus                            |
| Solo senza          | 80                          | giocare da solo senza prendere carte dal tallone fare più di 35 punti di carte non ci sono bonus                       |
| Mendicante scoperto | 90                          | giocare da solo senza prendere carte dal tallone non vincere nessuna mano non ci sono bonus giocare a carte scoperte   |
| Valat colore senza  | 125                         | giocare da solo senza prendere carte dal tallone vincere tutte le mani non ci sono bonus i trionfi sono il quinto seme |
| Valat senza         | 500                         | giocare da solo senza prendere carte dal tallone vincere tutte le mani non ci sono bonus                               |

Per differenza  si intende la differenza tra 35 ed i punti di carte presi, arrotondata ai 5 punti più vicini.
Esempio: I giocatori in ordine antiorario sono A (buio), B, C e D.  B le offerte "due", C passa. Ora, se D vuole fare un'offerta, l'offerta minima è "uno", perché B ha la priorità su D. Se D passa allora A è permesso di fare offerte "due", che supera il “due” di B, perché A ha la priorità su B. Se i tre giocatori diversi dal buio passano, il buio è ora libero di chiamare qualsiasi contratto. Questo è l'unico caso in cui i primi due contratti nella lista (Klop e tre) possono essere riprodotti. Se qualcuno che non sia il buio fa offerta, l'offerente finale è il dichiarante. Questo giocatore dichiara con quale contratto si giocherà: può essere l'ultimo contratto offerto oppure un qualsiasi contratto superiore.

### Klop Obbligatoria
In determinate circostanze deve essere giocata una mano di Klop obbligatoria. In questo caso le offerte da tre a mendicante comprese non sono disponibili. L'offerta più bassa possibile è solo senza, e se (come spesso accade), gli altri tre giocatori passano, il buio ha diritto di scegliere un contratto da solo senza o superiore, oppure il Klop. La maggior parte del tempo, Klop verrà riprodotto. 
Klop obbligatoria è giocato quando il punteggio cumulativo di un giocatore raggiunge esattamente lo zero (vedi punteggio) e dopo un giocatore riceve alcun trionfo.

## Chiamata di un re
Se il contratto è del tipo di quelli in cui dichiarante ha un socio, il dichiarante nomina un seme. Il possessore del re di quel seme diventa socio del dichiarante, ma non deve dirlo a nessuno. I socio spesso non sono scoperti che alla fine della mano. 
È legale chiamare il proprio re. In questo caso si gioca da soli contro gli altri tre giocatori, ma loro non si renderanno conto in un primo momento di essere tutti dalla stessa parte. Questo non è generalmente una buona idea, perché dichiarare un contratto “solo” vi porterà 30 punti in più. 
Si gioca da solo anche se il re chiamato sembra essere nel tallone.

## Lo scambio di carte con il tallone
Nei contratti che danno diritto al dichiarante di prendere carte dal tallone, il tallone viene esposto in due gruppi di tre carte, tre gruppi di due carte, o carte singole, a seconda del contratto. Il dichiarante sceglie uno dei gruppi e aggiunge le carte alla sua mano. Le carte del tallone che il dichiarante non prende vengono messe in una pila a faccia in giù e contano come parte dei punti degli avversari. Se è stato chiamato un re, la pila di carte del tallone rimasto in un primo momento deve essere tenuta separata dai punti degli avversari, dal momento che non si conoscono ancora gli schieramenti. 
Dopo aver preso in mano il gruppo di carte scelto, il dichiarante scarta poi lo stesso numero di carte a faccia in giù nella pila dei suoi punti. Le carte da 5 punti (i re e le carte del trula) non possono essere scartate; gli altri trionfi possono essere scartati liberamente, ma devono essere scartati a faccia in su, in modo che tutti i giocatori sappiano quanti trionfi sono in gioco. 
Se il re chiamato dal dichiarante è nel tallone, il dichiarante può vincere il resto del tallone (la parte non presa) prendendo la parte del tallone che contiene il re chiamato, e vincendo una mano con il re. Quando il re chiama viene giocato, il resto del tallone è messo a faccia in su sopra di esso, in modo che sia raccolto dal vincitore della mano. 

### Valat Colore
Se il contratto è solo tre, solo due o solo uno, il mazziere può, dopo aver scambiato le carte con il tallone, aumentare il contratto a Valat colore. Questo è il modo normale in cui Valat colore viene chiamato - Valat colore con il tallone non può essere offerto direttamente. "Valat colore senza" è normalmente offerto solo quando un giocatore voleva giocare Valat colore (ed è abbastanza forte per farlo senza l'aiuto il tallone), ma un altro giocatore ha superato i giochi solo con l'offerta. Valat Colore vale 125 punti e non vi è alcun punteggio per la differenza, né per altri bonus. Si noti che se un giocatore vuole vincere il bonus Valat (con trionfi, che vale di più di Valat colore), dopo aver svolto un normale contratto lo può annunciare durante il giro di annunci (o farlo senza preavviso).

## Annunci
Vi è ora un giro di annunci. A partire dal dichiarante, ogni giocatore può passare o fare uno o più annunci per conto della sua squadra. Un annuncio è una dichiarazione che si sta puntando a qualche bonus, o una kontra di qualcosa detto dall'altra squadra. Il round di annunci continua fino a quando tre giocatori hanno passato consecutivamente. 
Questo, almeno, è la teoria, ma in pratica gli annunci spesso non sono in nessun ordine particolare, ma continuano a girare bene.

### Bonus
I bonus sono altri modi di vincere punti-gioco nei contratti "normali"(tre, due, uno, solo tre, solo due, solo uno). La maggior parte dei bonus possono essere ottenuti senza preavviso, o possono essere annunciate in anticipo per ottenere un punteggio doppio.
Nella tabella sono dati solo i punteggi e brevi descrizioni, ulteriori dettagli del bonus sono spiegati in seguito.
| Nome           | senza annuncio | annunciato | Descrizione                            |
| -------------- | -------------- | ---------- | -------------------------------------- |
| trula          | 10             | 20         | prendere sci, XXI e I                  |
| Re             | 10             | 20         | prendere tutti e 4 i re                |
| Re ultimo      | 10             | 20         | prendere il re chiamato in ultima mano |
| Bagatto ultimo | 25             | 50         | vincere l'ultima mano con il bagatto   |
| Valat          | 250            | 500        | vincere tutte le mani                  |

Fatta eccezione per Valat, i punteggi per il gioco e bonus sono indipendenti l'uno dall'altro. Una squadra può vincere gli uni e perdere gli altri, quindi un giocatore può avere obiettivi in conflitto durante il gioco. È del tutto possibile vincere la mano ma perdere punti perché i bonus valevano più del gioco. 
Il punteggio per Valat elimina tutti gli altri punteggi per la mano.

### Kontra
Durante il giro di annunci, un membro della squadra in difesa (contro il dichiarante) può raddoppiare il punteggio per il gioco ed i punti di differenza dicendo "kontra del gioco". Dopo questo, un membro della squadra del dichiarante può raddoppiare il punteggio di nuovo dicendo "rekontra". Poi i difensori possono raddoppiare di nuovo, se lo desiderano, dicendo "subkontra" e, infine, squadra del dichiarante può dire "mordkontra", momento in cui la partitura originale per il gioco e la differenza sono stati moltiplicati per 16. 
Allo stesso modo, un avversario di un giocatore che ha annunciato un bonus può raddoppiare il punteggio per il bonus, dicendo (per esempio) "kontra l'ultimo re". Il gioco e bonus sono segnati in modo indipendente, e subiscono quindi kontra, rekontra, e così via in modo indipendente. Se si vuole dire kontra, è necessario specificare esattamente quello che si sta dicendo a kontra. Un bonus kontra'd può essere rekontra'to dalla squadra che ha annunciato, subkontra'to dall'altra parte e mordkontra'to dal team annunciando. 
Se un bonus è annunciato da un giocatore diverso dal dichiarante, può non essere chiaro quale squadra di appartenenza. Dal momento che non sono autorizzati a kontra il vostro partner, è illegale kontrare un annuncio se non si sa per certo quale sia la squadra avversaria dal dichiarante.

## Il gioco
Nei contratti fino all'uno solo, il giocatore alla destra del mazziere (buio) conduce al primo turno, non importa chi sia il dichiarante. Nei contratti superiori, da mendicante in poi, il dichiarante conduce al primo turno. Il dichiarante conduce per primo in un Valat colore. 
È necessario giocare lo stesso seme che è sceso all'inizio del turno, se possibile. Se non si riesce a seguire l'esempio si deve giocare un trionfo. Il turno è vinto dalla carta più alta del seme giocato, a meno che non ci sia un trionfo, nel qual caso il trionfo più alto vince (eccezione: Valat colore).

## Regola aggiuntiva per tutti i contratti

### Il trucco Imperatore
Se le tre carte trula, gli sci, il XXI (Mondo) e I (bagatto) sono giocati tutti lo stesso turno, allora il bagatto conta come il trionfo più alto, e quindi vince il turno. (L'unica eccezione sarebbe se si stesse giocando un Valat colore ed il turno fosse iniziato con un non-trionfo, se le altre tre carte giocate fossero le carte trula il non-trionfo vincerebbe). 

### Mondo Catturato
Questa regola si applica nei contratti "normali" (tre, due, uno, solo tre, solo due, solo uno) e in “solo senza", ma non in altri contratti. Se gli sci e il Mondo (XXI) sono giocati nello stesso turno, il giocatore del Mondo è penalizzato: 20 punti vengono sottratti dal suo punteggio. Questa penalità si applica sia se il turno è vinto da un compagno del giocatore del mondo sia da un suo avversario, ma vale anche per il giocatore del Mond in un trucco imperatore. Si tratta di una penalità individuale – nel caso, il socio/ i soci del giocatore del Mond non perdono nulla. La pena non è influenzato da alcun raddoppia per Kontras o radli. 
La pena per la catturare del mondo vale anche se il Mondo si trova nel Talon quando è esposto e il dichiarante sceglie di non prendere la parte del tallone che comprende il mond, regalandolo così agli avversari. Tuttavia, se il re chiamato e il Mondo si trovano in diverse parti del tallone, e il dichiarante prende il re e vince un turno con esso, conquistando così il resto del tallone tra cui il mondo non c'è penalità. In "solo senza", il dichiarante non subisce alcuna penalità se il mond è l'artiglio. 

### Regole aggiuntive per i contratti negativi
Queste regole si applicano solo ai contratti negativi, cioè a Klop, mendicante e mendicante scoperto,
1. È necessario battere la carta più alta sul tavolo, se possibile.
2. Non ti è permesso di giocare il bagatto a meno che non sia l'unica carta si può giocare (se è l'ultima carta, se è il tuo solo vincente, o se è l'unica carta che si aggiudicherà il turno - vedi trucco imperatore).

## Conteggio carte
I valori dei punti delle carte sono i seguenti:
| Carte                       | Valore     |
| --------------------------- | ---------- |
| Sci Mondo (XXI) Bagatto (I) | 5 ciascuno |
| Re                          | 5 ciascuno |
| Regine                      | 4 ciascuno |
| Cavalieri                   | 3 ciascuno |
| Fanti                       | 2 ciascuno |
| tutte le altre carte        | 1 ciascuno |

Il metodo per calcolare il valore totale dei punti di un mazzo di carte può sembrare un po' strano: per ogni serie di tre carte si sommano i loro valori e si sottrae 2. Se alla fine del conteggio rimangono una o due carte, bisogna sottrarre un punto al loro valore totale. (Quindi 2 o 3 carte da un punto valgono 1 punto, ma una sola carta da un punto non vale niente). 
Il valore totale del mazzo di carte è di 70 punti.
In un contratto positivo, la parte del dichiarante vince se alla fine del gioco ha almeno 36 dei 70 punti disponibili.

## Il punteggio
Un punteggio cumulativo è riportato su carta. Nella maggior parte dei casi solo il dichiarante (e partner del dichiarante, se ne ha una) segneranno un punteggio. In generale, si applica la solidarietà del socio, quindi se il dichiarante ha un socio, entrambi membri della squadra del dichiarante vincono o perdono la stessa quantità. Tutti i punti vinti dal dichiarante e dall'eventuale socio o persi dagli avversari vengono aggiunto al punteggio della squadra del dichiarante, e qualsiasi punto perso dalla squadra del dichiarante o vinto dai loro avversari è sottratto dal punteggio di squadra del dichiarante. Le eccezioni sono: 
- Klop, dove ognuno può segnare separatamente;
- la pena di perdere il mondo, che si applica solo al giocatore che l'ha perduto;
- le penali per la revoca, errori del mazziere, ecc, che si applicano solo al colpevole.

Il valore del contratto è aggiunto al punteggio del giocatore se vince la partita, o sottratto se perde. In un normale contratto (tre, due, uno, solo tre, solo due, solo uno) questo valore è aumentato dalla differenza dei punti delle carte. La differenze dei punti delle carte è calcolato sottraendo 35 punti dai punti delle carte vinte dal giocatore/i e arrotondato al multiplo di 5 più vicino. 
Ad esempio: se un giocatore vince con 43 punti di carte, ha vinto per 10. Se vince con 37 punti della carta ha vinto senza alcuna differenza. Se vince solo 21 punti, ha perso di 15. 
Il valore di eventuali bonus vinti dalla squadra del dichiarante vengono aggiunti al loro punteggio, mentre i valori di quelli persi sono sottratti. Al contrario, se l'opposizione vince dei bonus, il loro valore viene sottratto dal punteggio di squadra del dichiarante mentre i bonus persi dall'opposizione vengono aggiunti al punteggio di squadra del dichiarante. 
Nei contratti più alti, dal mendicante in poi, il dichiarante semplicemente vince o perde il valore del contratto. Non c'è differenza punti e non ci sono i bonus (salvo la penalità per aver perso il Mond che si applica ancora in "solo senza").
La scheda di valutazione è la seguente:
| Ana | Boris | Cilka | David |
| --- | ----- | ----- | ----- |
|     |       |       |       |
|     |       |       |       |

### Radli
La seconda riga del referto di gara è riservata ai radli (chiamato anche radlc). (Radl è una parola di origine tedesca che significa una piccola ruota). Questi sono piccoli cerchi vanno disegnati sotto il nome di ogni giocatore. A tutti e quattro i giocatori viene data una nuova Radl ogni volta che uno qualsiasi dei seguenti eventi accade,: 
- un Klop è giocato;
- un contratto di mendicante o superiore è giocato;
- qualsiasi tipo di Valat è vinto o perso.

I radli vengono aggiunti al referto di gara subito dopo la mano su cui è verificato l'evento. 
Quando un dichiarante si aggiudica un contratto e il punteggio viene calcolato, il suo radli vengono controllati. Se il dichiarante ha qualche radli eccezionale dalle mani precedenti, il suo punteggio (e quello del socio, se ne ha una) vengono raddoppiati e uno dei radli del dichiarante è annullato (di solito il cerchio viene colorato). Se il dichiarante perde un contratto, il punteggio è ancora raddoppiata, ma la Radl non viene annullata. 
Se alla fine della notte sono rimasti dei radli, 100 punti sono sottratti dal punteggio del giocatore per ogni radl non utilizzato. L'idea di radli è quello di punire i giocatori che non dichiarano i contratti loro stessi, ma piuttosto aspettano che siano gli altri giocatori a chiamare loro. Inoltre, alcune persone ritengono che i punteggi più grandi rendono il gioco più divertente.
Come già descritto, il gioco è tradizionalmente conclusa con un giro sci. Quando l'ultima mano è stata giocata, a tutti i giocatori vengono sottratti i punti per i radli non utilizzati (100 punti per Radl), e il vincitore è annunciato.

### Punizioni
Se un giocatore non rispetta una delle regole (risponde col seme sbagliato, scarta il numero sbagliato di carte, non batte la carta più alta sul tavolo quando poteva farlo in un contratto negativo, o parla in modo tale da dare via informazioni sulle sue carte), è punito con il punteggio completo del gioco (il contratto + 35 differenza, se i bonus + caso, oltre a Kontras e Radl).

## Descrizioni dettagliate di alcuni contratti e bonus

### Klop
È ognuno per sé. Lo scopo del gioco è quello di vincere meno punti di carta possibile. In ogni caso si vuole evitare di perdere (prendendo più di 35 punti carte), e se possibile si vuole vincere (non prendere a tutti i turni). Le regole aggiuntive per i contratti si applicano negativo. Inoltre, in ciascuno dei primi sei turni una carta è presa dalla parte superiore del tallone e aggiunto al turno come un "regalo" al giocatore che ha vinto il trucco, di solito chiamata "vitamina". Siccome Klop viene riprodotto quando tutti passano, le carte del tallone tendono ad essere piuttosto succosa. 
Se un giocatore perde (fa più di 35 punti di carte), segna meno 70. Se un giocatore vince (non prendendo nessuna carta), il suo punteggio è 70. Se almeno un giocatore vince o perde, allora solo i vincitori e perdenti segnano un punteggio. Se nessuno perde o vince, i punti di carta presi da ogni giocatore sono arrotondati al più vicino 5 e sottratto dal punteggio del giocatore. 
Se un Klop si verifica mentre alcuni giocatori hanno radli non utilizzati, le perdite di quei giocatori 'sono raddoppiate. Ogni giocatore con vince con un radl non cancellato vince un punteggio Klop doppio (140) e annulla un Radl.

### Tre, due, uno
Dichiarante sceglie un partner chiamando un re, e ottiene di scambiare il numero appropriato di carte con il tallone. Lo scopo del gioco è quello di vincere almeno 36 punti di carta. 
Il punteggio per il gioco è (10 o 20 o 30) + bonus + differenza.

### Solo tre, solo due, solo uno
Dichiarante gioca da solo e arriva a scambiare il numero appropriato di carte con il tallone. Lo scopo del gioco è quello di vincere almeno 36 punti di carta. 
Il punteggio per il gioco è (40 o 50 o 60) + bonus + differenza. 
Dichiarante può anche aumentare il contratto di Valat colore dopo lo scambio con il tallone.

### Mendicante
Dichiarante gioca da solo e non arrivare a cambiare le carte. Lo scopo del gioco è quello di non prendere carte. Le regole aggiuntive per i contratti si applicano negativo. Il tallone è posto a faccia in giù nel bel mezzo del tavolo e il dichiarante comincia il gioco mettendo la sua carta al suo fianco il tallone. Gli altri giocatori fanno lo stesso. Il giocatore che vince il turno inizia quello successivo mettendo la sua carta in sopra la sua carta precedente, ma senza coprirla completamente, poi gli altri fanno lo stesso. Nel tempo, una sorta di croce si forma sul tavolo. 
Questo modo di giocare le carte non ha alcun significato magico. È stato invece ideato per consentire a tutti i giocatori per vedere tutte le carte che sono state giocate finora. Il punteggio per il gioco è 70. 

### Solo senza
Dichiarante gioca da solo e non arriva a scambiare le carte. 
Il tallone (non rivelato) va all'opposizione. Lo scopo del gioco è quello di vincere almeno 36 punti di carta. 
Il punteggio per il gioco è di 80, senza bonus, nessuna differenza. 
Questo contratto è raramente offerto. È l'ultima risorsa se qualcuno sa di avere una mano vincente ma è già stato offerto mendicante vincente. È anche usato quando un Klop obbligatoria si sta giocando e un giocatore sa che sta per perderla. 

### Mendicante scoperto
Questo contratto è giocato allo stesso modo del mendicante, fatta eccezione per una grande differenza. Dopo il primo turno è giocato, il dichiarante dispone tutte le sue carte scoperte sul tavolo in modo che gli altri giocatori possono vedere. Questo rende il contratto estremamente difficile da vincere. Gli avversari del dichiarante non sono autorizzati a discutere il gioco. 
Il punteggio per il gioco è 90. 

### Valat Colore
Dichiarante gioca da solo contro gli altri tre giocatori con l'obiettivo di vincere tutti i turni, ma i trionfi funzionano come un seme ordinario. Il dichiarante conduce al primo turno. Un giocatore non in grado di seguirne il seme è ancora obbligato a giocare un trionfo ma i trionfi non vincono - il turno è vinto dalla carta più alta del seme iniziale. Quando il turno inizia con un trionfo, i giocatori devono seguire con trionfi, se possibile, e vince il trionfo più alto. 
Il punteggio del gioco è di 125.